# 李宗學
李宗學（1417年—？），字致用，山東兗州府嶧縣人，民籍，明朝政治人物。進士出身。

## 生平
山東鄉試第三名。景泰五年（1454年）甲戌科會試第二百十一名，殿試登進士第二甲第一百零二名。

## 家族
曾祖李興。祖父李希榮。父亲李謙，曾任教諭。